# Yoon Jong-gyu
Yoon Jong-gyu (en coréen : 윤종규), né le 20 mars 1998 à Pohang en Corée du Sud, est un footballeur international sud-coréen évoluant au poste d'arrière droit au Ulsan Hyundai.

## Biographie

### En club
Né à Pohang en Corée du Sud, Yoon Jong-gyu étudie au lycée Shingal avant de rejoindre le FC Séoul en 2017. Il commence toutefois sa carrière professionnelle en K League 2 avec le club du Gyeongnam FC, où il est prêté en 2017 par le FC Séoul. Il fait son retour dans son club initial et joue son premier match pour le FC Séoul en faisant en même temps sa première apparition en K League 1, le 6 octobre 2018, face au Jeonnam Dragons. Il est titularisé et son équipe s'incline par un but à zéro.
S'il joue peu lors de ses débuts, Yoon finit par s'imposer en équipe première, devenant un joueur régulier à partir de 2019.
Le 31 décembre 2021, Yoon Jong-gyu prolonge son contrat avec le FC Séoul de quatre ans. Il est alors lié au club jusqu'en décembre 2025. Le joueur avait pourtant refusé une offre de prolongation du FC Séoul en début de saison afin de partir en tant qu'agent libre, mais reconnaissant la valeur du joueur, le club a revu ses conditions et Yoon a finalement prolongé alors que plusieurs clubs s'intéressaient à lui.
Pour la saison 2023, Yoon Jong-gyu est prêté au Gimcheon Sangmu. Il se fait remarquer dès son premier match pour le club en marquant un but, le 24 juin 2023, lors d'une rencontre de championnat face au Cheonan City FC (en). Il entre en jeu et participe à la victoire de son équipe par quatre buts à un.
Le 2 janvier 2025, Yoon Jong-gyu quitte définitivement le FC Séoul pour rejoindre le Ulsan Hyundai.

### En sélection
Yoon Jong-gyu représente l'équipe de Corée du Sud des moins de 17 ans, sélection avec laquelle il participe à la coupe du monde des moins de 17 ans en 2015. Lors de cette compétition organisée au Chili il joue quatre matchs, tous en tant que titulaire. Son équipe s'incline en huitième de finale contre la Belgique (0-2 score final).
Le 17 novembre 2020, Yoon Jong-gyu honore sa première sélection avec l'équipe nationale de Corée du Sud, face au Qatar. Il est titularisé au poste d'arrière gauche lors de cette rencontre et son équipe l'emporte par deux buts à un ce jour-là.
Le 12 novembre 2022, il est sélectionné par Paulo Bento pour participer à la Coupe du monde 2022.